# Herblingen
Herblingen (toponimo tedesco) è una frazione di 5 145 abitanti del comune svizzero di Sciaffusa, nel Canton Sciaffusa.

## Storia

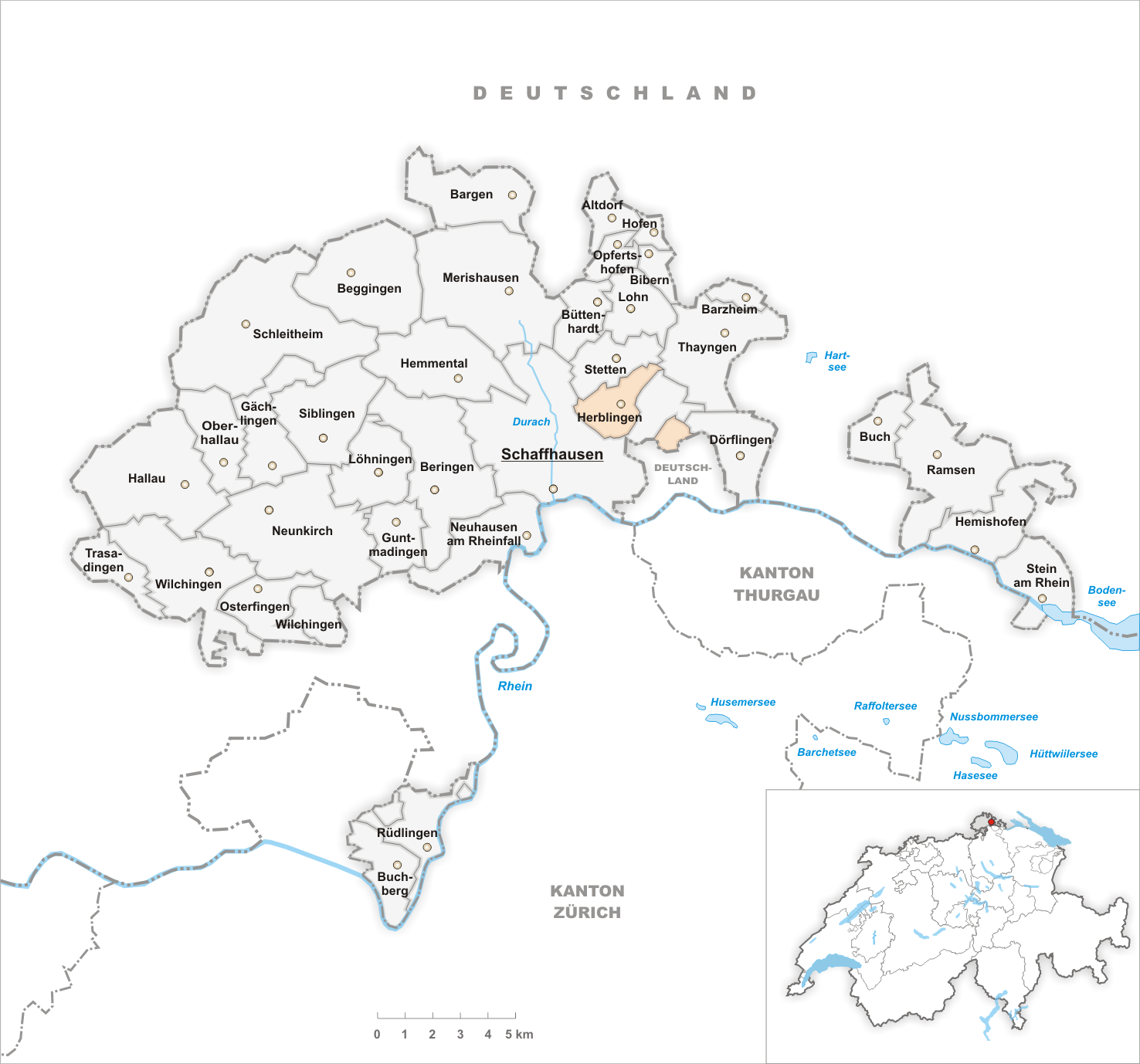
Il territorio del comune di Herblingen prima degli accorpamenti comunali del 1964

Fino al 31 dicembre 1963 è stato un comune autonomo; il 1º gennaio 1964 è stato accorpato al comune di Sciaffusa.